# Monaco op het Eurovisiesongfestival 1977
Monaco nam deel aan het Eurovisiesongfestival 1977, gehouden in Londen, Verenigd Koninkrijk. Het was de 19de deelname van het land op het Eurovisiesongfestival.

## Selectieprocedure
Monaco koos zijn inzending voor het Eurovisiesongfestival 1977 via een interne selectie. Er werd gekozen voor Michèle Torr met het lied Une petite Française.
Het was de tweede keer dat ze deelnam aan het Eurovisiesongfestival. Op het Eurovisiesongfestival 1966 deed ze mee namens Luxemburg en werd ze 10de.

## In Londen
In Londen moest Monaco als tweede aantreden na Ierland en voor Nederland. Aan het einde van de puntentelling bleek dat Monaco op de vierde plaats was geëindigd met 96 punten.
België had er 2 punten voor over, Nederland geen.

### Gekregen punten

#### Finale
| 12 punten                       | 10 punten | 8 punten              | 7 punten              | 6 punten                             |
| ------------------------------- | --------- | --------------------- | --------------------- | ------------------------------------ |
| - Griekenland - Italië          | - Zweden  | - Oostenrijk - Spanje | - Verenigd Koninkrijk | - Duitsland - Portugal - Zwitserland |
| 5 punten                        | 4 punten  | 3 punten              | 2 punten              | 1 punt                               |
| - Finland - Frankrijk - Ierland |           |                       | - België - Israël     | - Luxemburg - Noorwegen              |

### Punten gegeven door Monaco

#### Finale
Punten gegeven in de finale:
| 12 punten | Verenigd Koninkrijk |
| 10 punten | Griekenland         |
| 8 punten  | Ierland             |
| 7 punten  | Israël              |
| 6 punten  | Italië              |
| 5 punten  | Oostenrijk          |
| 4 punten  | Frankrijk           |
| 3 punten  | Nederland           |
| 2 punten  | Portugal            |
| 1 punt    | Duitsland           |

1959 · 1960 · 1961 · 1962 · 1963 · 1964 · 1965 · 1966 · 1967 · 1968 · 1969 · 1970 · 1971 · 1972 · 1973 · 1974 · 1975 · 1976 · 1977 · 1978 · 1979 · 1980-2003 · 2004 · 2005 · 2006 · 2007-2025